# (3405) Daiwensai
(3405) Daiwensai (1964 UQ) – planetoida z grupy pasa głównego asteroid okrążająca Słońce w ciągu 4,22 lat w średniej odległości 2,61 j.a. Została odkryta w obserwatorium Astronomicznym Zijinshan 30 października 1964 roku.